# Distretto di Akçakale
Il distretto di Akçakale (in turco Akçakale ilçesi) è uno dei distretti della provincia di Şanlıurfa, in Turchia.